# Fernand Toussaint van Boelaere
Fernand Toussaint van Boelaere, geboren als Fernand Victor Toussaint (Anderlecht, 18 februari 1875 - Brussel, 30 april 1947) was een Vlaams dichter, schrijver en vertaler, bekend van zijn novellen en verhalen.

## Biografie
Van Boelaere studeerde enige tijd filosofie en letteren aan de Vrije Universiteit Brussel, om in 1898 een functie als vertaler te aanvaarden bij het Ministerie van Justitie. Hij bleef ambtenaar tot zijn pensioen in 1940 en was toen opgeklommen tot directeur-generaal van datzelfde ministerie. 
Daarnaast publiceerde hij als correspondent van het Algemeen Handelsblad onder meer essays en literaire kritieken. In 1907 was hij betrokken bij de oprichting van de Vereniging van Vlaamse Letterkundigen en bij de oprichting van het Nieuw Vlaams Tijdschrift. Aanvankelijk was hij zeer positief over het werk van Felix Timmermans. Vroege werken als Pallieter en De zeer schone uren van Juffrouw Symforosa, begijntjen (1918) bejubelde hij in kritieken, maar na verloop van tijd veranderde zijn appreciatie van Timmermans' werk. De culturele collaboratie waarvan Timmermans werd beschuldigd speelt hier een belangrijke rol in.
In 1910 debuteerde hij als schrijver met de boerennovelle Landelijk minnespel, die hem brede bekendheid bezorgde. Hij wordt gerekend tot de tweede  generatie schrijvers in de kring rond Van Nu en Straks en schreef een groot aantal onderling zeer diverse verhalen en novellen. Naast een verscheidenheid aan personages, locaties, omgevingen en conflicten worden zijn werken gekenmerkt door een diversiteit aan stijlen. Hij wordt gezien als een van de belangrijkste Vlaamse vertegenwoordigers van het impressionisme, maar schreef onder andere ook folkloristische, magisch realistische, surrealistische en pessimistische verhalen. Verschillende van zijn werken kennen een hedonistische sfeer.

## Bibliografie

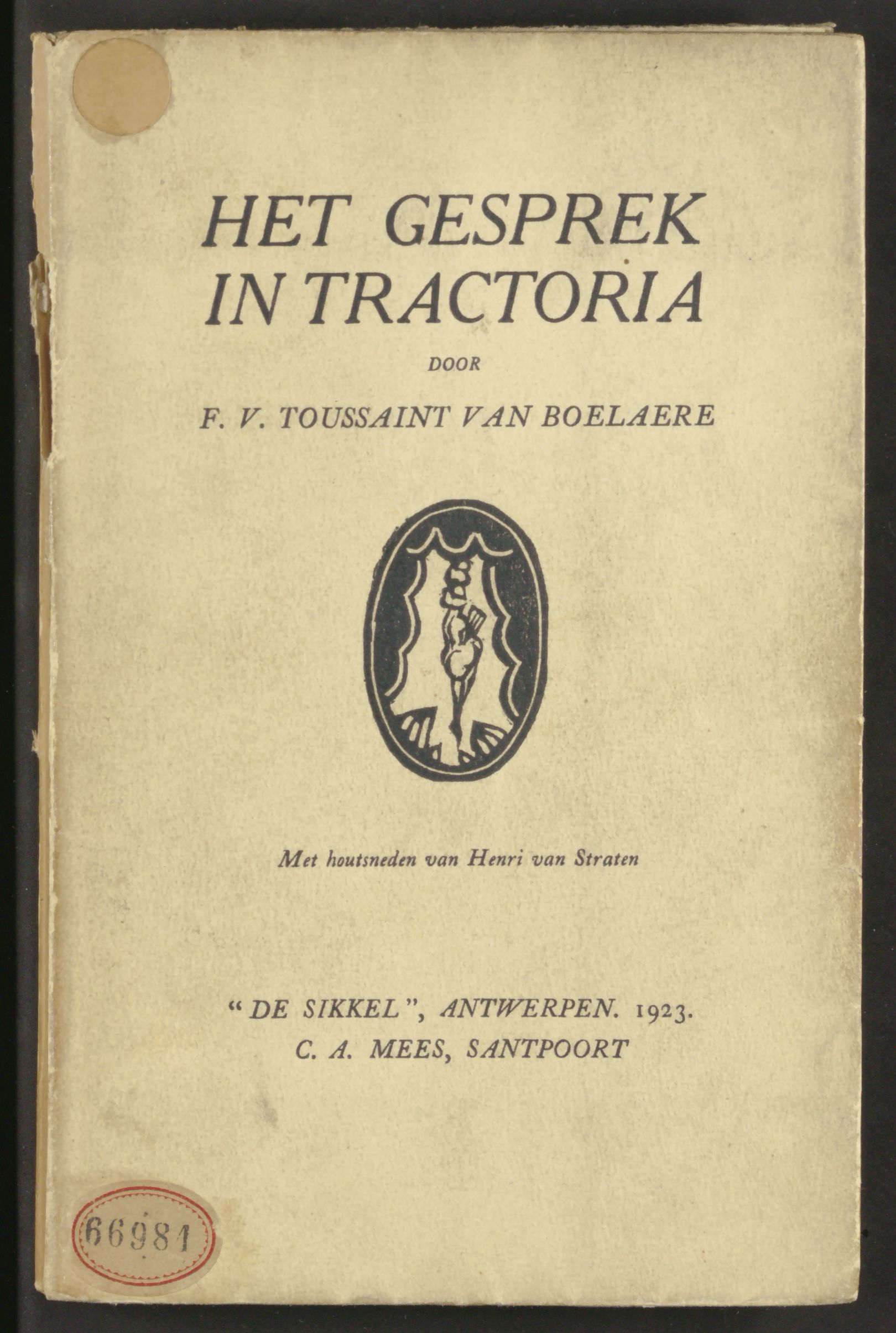
"Het gesprek in Tractoria", met houtsneden van Henri van Straten